# Gyaltsen Norbu
Gyaltsen Norbu, även känd under sitt religiösa namn Chökyi Gyalpo, erkänns av Folkrepubliken Kinas regering som den elfte inkarnationen av Panchen Lama.
Gyaltsen Norbu är son till två medlemmar i Kinas kommunistiska parti och föddes i Lhari härad i centrala Tibet, där han också växte upp.
När den tionde Panchen Lama avled 1989 inleddes sökandet efter en efterträdare, vilket leddes av en officiellt utsedd grupp. Chefen för gruppen, Chadrel Rinpoche, gav i hemlighet den landsflyktige Dalai Lama uppgifter om olika kandidater och 1995 tillkännagav Dalai Lama att Gedhun Chökyi Nyima var den elfte inkarnationen av Panchen Lama. Den kinesiska regeringen svarade med att fängsla Chadrel Rinpoche och utsåg Sengchen Lobsang Gyaltsen till ny chef för sökgruppen.
Sengchen Lobsang Gyaltsens nya grupp förbisåg Dalai Lamas val av inkarnation och utsåg i stället Gyaltsen Norbu genom lottdragning med den "gyllene urnan". Den 8 december 1995 installerades han som den elfte Panchen Lama i Trashi lümpo-palatset i Shigatse. Han erkändes emellertid inte av den tibetanska exilregeringen som fortfarande hävdar att Gedhun Chökyi Nyima är den autentiske reinkarnationen av Panchen Lama.
Sedan Gyaltsen Norbu uppnått sin myndighetsålder har han fått en mer framskjuten roll i kinesisk politik. 2010 valdes han till den nationella kommittén för det Kinesiska folkets politiskt rådgivande konferens.